# Bastelicaccia
Bastelicaccia település Franciaországban, Corse-du-Sud megyében. Lakosainak száma 4258 fő (2022. január 1.). Bastelicaccia Cuttoli-Corticchiato, Ajaccio, Cauro, Eccica-Suarella, Grosseto-Prugna, Ocana és Sarrola-Carcopino községekkel határos.

## Népesség
A település népességének változása:
| Lakosok száma | 779  | 1504 | 2072 | 3157 | 3657 | 3873 | 3983 | 4124 | 4250 | 4258 |
|               | 1968 | 1982 | 1990 | 2006 | 2013 | 2015 | 2017 | 2019 | 2020 | 2022 |